# Торгунаков, Пётр Филиппович
Пётр Филиппович Торгунаков (9 июня 1924 — 10 января 2003) — помощник командира пулемётного взвода стрелковой роты 50-го гвардейского стрелкового полка, 15-й гвардейской стрелковой дивизии, гвардии старший сержант (1945 год). Герой Советского Союза.

## Биография
Родился 9 июня 1924 года в селе Колеул (на территории современного Мариинского района Кемеровской области). Член ВКП(б)/КПСС с 1950 года. Окончил 7 классов. Работал заведующим складом в сельпо.
В августе 1942 года был призван в Красную Армию Мариинским райвоенкоматом и направлен в Ленинско-Кузнецкое военное пехотное училище. Но окончить учёбу и стать офицером в этот раз не довелось. С 27 апреля 1943 года сержант Торгунаков в должности помощника (заместителя) командира взвода принимал участие в боях с немецко-вражескими захватчиками. Особо отличился в боях за освобождение Польши и форсировании реки Одер.
23 января 1945 года гвардии старший сержант Торгунаков во главе передовой группы переправился через реку Одер севернее города Оппельн. Бойцы захватили плацдарм и удержали его. Группа отразила три контратаки, уничтожив при этом свыше двухсот противников и пленив двадцать одного из них. Своими действиями обеспечили переправу батальона. За этот бой гвардии старший сержант Торгунаков был представлен к геройскому званию. Был трижды ранен и контужен, но всегда возвращался в строй. Войну закончил в столице Австрии городе Вене.
Указом Президиума Верховного Совета СССР от 27 июня 1945 года за образцовое выполнение заданий командования и проявленные мужество и героизм в боях с немецко-вражескими захватчиками гвардии старшему сержанту Торгунакову Петру Филипповичу присвоено звание Героя Советского Союза с вручением ордена Ленина и медали «Золотая Звезда».
После войны продолжил службу во внутренних войсках Министерства внутренних дел СССР. В 1950 году окончил Калининградскую офицерскую школу МВД СССР. В 1966 майор Торгунаков уволен в запас, но с вооружёнными силами не расстался. Жил в городе Мариинск Кемеровской области. В течение долгих лет на правах служащего Советской Армии ВС СССР трудился в стенах Мариинского горвоенкомата в должности помощника начальника 4-го отделения.
Скончался 10 января 2003 года. Похоронен на городском кладбище Мариинска.

## Награды
Награждён орденами Ленина, Отечественной войны 1-й степени, Красной Звезды (Приказ ком. 15 гв.сд № 3/н, от 28.01.1945 года), Славы 3-й степени (Приказ ком. 15 гв.сд № 023/н, от 30.04.1945 года), пятнадцатью медалями, среди которых «За отвагу» (Приказ ком. 50 гв.сп № 026/н, от 12.09.1944 года) и «За боевые заслуги».